# Adesmia unifoliolata
Adesmia unifoliolata là một loài thực vật có hoa trong họ Đậu. Loài này được Skottsb. miêu tả khoa học đầu tiên.